# Енергетика

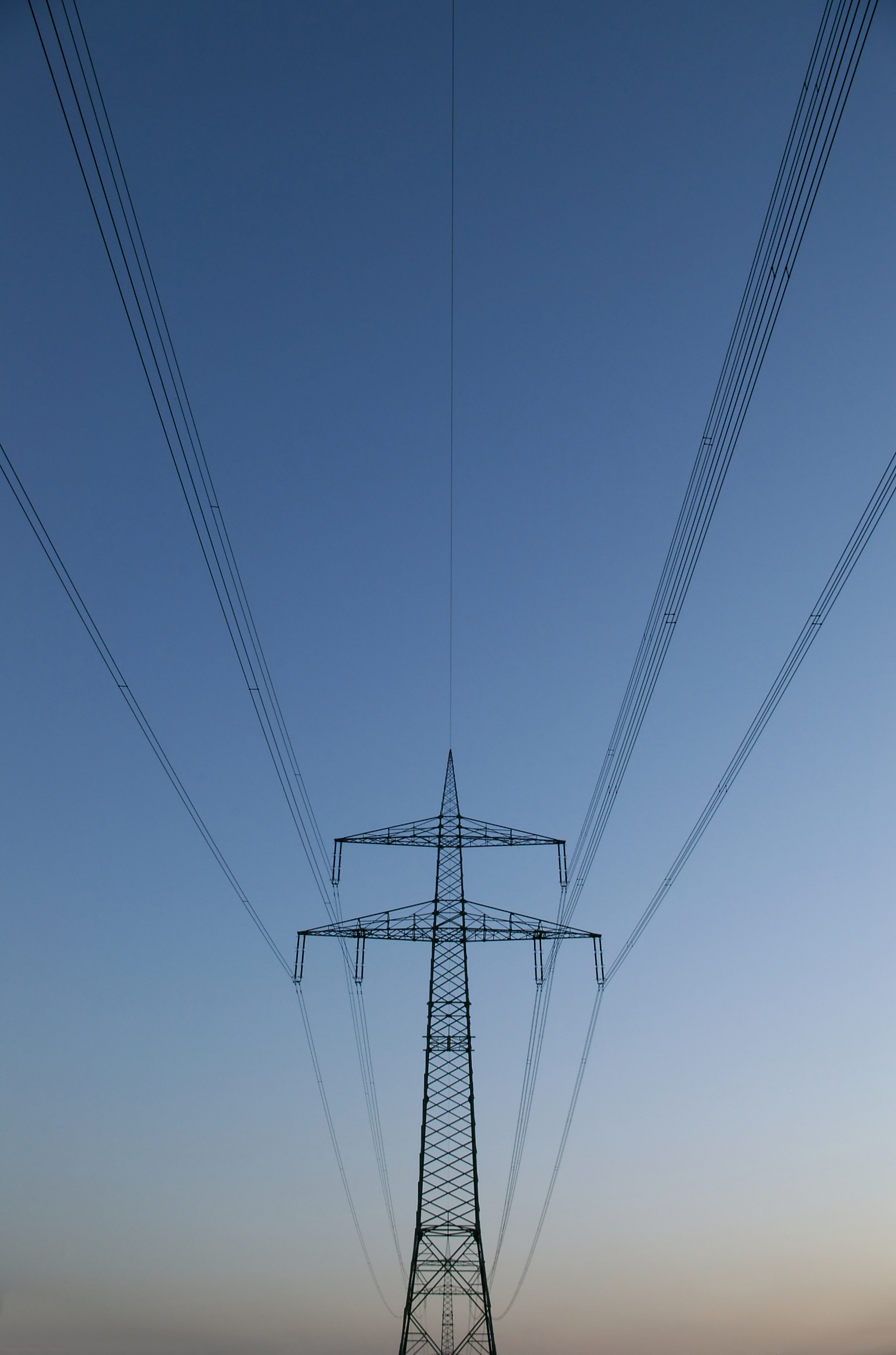
Високовольтна лінія електропередачі

Енерге́тика — сукупність галузей економіки, що вивчають і використовують енергетичні ресурси з метою вироблення, перетворення, передавання і розподілу енергії.

## Історія

### У світі
Про енергетичну промисловість можна говорити з пізньої фази промислової революції. Початком було комерційне виробництво джерел енергії та торговці паливом у містах і промислових центрах, які забезпечували приватні домогосподарства та промисловість деревиною та вугіллям як основними джерелами енергії на той час.
Міське газопостачання почалося на початку 19 століття, міське електропостачання приблизно через 50 років. Це викликало необхідність створення структури постачання з трубопровідними мережами. Спочатку він був організований на муніципальній основі. Однак на початку 20-го століття, з будівництвом надрегіональних мереж, в електроенергетиці та газовій промисловості почалися сильні тенденції до концентрації та монополізму. Вони вважалися ефективними і, отже, природними монополіями. Державний нагляд за електроенергетикою був запроваджений лише в тоталітарних державах (наприклад, нацистами Німеччини в Законі про енергетичну промисловість 1933 року, крім того — в СРСР, де енергетичний сектор керувався державою).
Відповідно до Закону про енергетичну промисловість 1996 року, експлуатація мережі була відокремлена від енергопостачання з метою регулювання, а всі великі постачальники енергії були розділені принаймні на дві компанії. Це дозволило створити ринки торгівлі електроенергією та газом, де електроенергією та газом можна торгувати як цінними паперами (див. Торгівля електроенергією). Взаємодія між мережевими операторами та постачальниками електроенергії та газу регулюється розгалуженою європейською нормативною базою (див. енергетичний ринок). Віхою у розвитку ринків електроенергії та газу стало заснування Європейської біржі електроенергії (EEX) у Лейпцигу в червні 2000 року.

### В Україні
Див. сайт Міненерго України https://www.mev.gov.ua/storinka/istoriya-enerhetyky

## Складові
Галузі господарства, що входять до складу енергетики:
- Вугільна промисловість
- Електроенергетика
  - Виробництво електроенергії
    - Теплоелектростанції
    - Гідроелектростанції
    - Атомна енергетика
    - Відновлювана енергетика: гідроенергетика, вітроенергетика, сонячна енергетика, геотермальна енергетика.

  - Постачання електроенергії
  - Розподіл електроенергії
- Теплоенергетика

## Світова енергетика
Докладніше: Світове споживання енергії
Енергетика — основа розвитку господарства. Вона забезпечує технологічні процеси в промисловості, дає тепло і світло людям. Це система галузей, що охоплює паливну промисловість та електроенергетику з їх підприємствами, комунікаціями, системами керування, науково-дослідною базою. Підприємства енергетики ведуть розвідку, освоєння, переробку та доправлення енергоносіїв, виробництво та передавання електроенергії і тепла. Більшість виробничих об'єктів системи перебувають під контролем одних і тих самих угруповань капіталу. У світовому господарстві — це великі транснаціональні корпорації.
Робота енергетики оцінюється за показниками рівня забезпеченості країн енергоносіями, рівня енергоспоживання в окремих країнах, співвідношеннями паливно-енергетичного балансу країн і світу загалом. Як енергоносії людство використовувало мускульну силу, деревину, теплову енергію Сонця тощо. У наш час (2000-і) основними енергоносіями стали вуглеводи і їх сполуки (нафта, газ, вугілля) та ядерне паливо. Як новітні джерела майбутнього, розглядається енергія Сонця, геотермічна енергія Землі, водень, термоядерна енергія.
Енергозабезпечення світу станом на початок 1990-х років, за розмірами споживання становило 11 млрд тонн умовного палива (т.у.п.) у вугільному еквіваленті.
Найбільші енергоспоживачі: Китайська народна Республіка — 30 %, США — 25 %, Російська Федерація — близько 10 %, Японія — 5,5 %, ФРН — 7,3 %. Енергоспоживання України (близько 3 %) було співмірне з показниками Великої Британії, Франції, Канади або Індії.
Таблиця — Структура виробництва електроенергії у світі, 2019 р. (у %)
| Країна    | Млрд кВт.годин на рік | Вугілля | Нафта | Газ  | Атомна енергія | Гідроенергія | Інші види |
| --------- | --------------------- | ------- | ----- | ---- | -------------- | ------------ | --------- |
| США       | 4003,5                | 52,7    | 3,1   | 15,7 | 20,0           | 6,2          | 2,2       |
| Франція   | 535,8                 | 0,0     | 0,1   | 6,3  | 62,3           | 11,2         | 20,1      |
| Німеччина | 567,1                 | 27,2    | 0,1   | 8,0  | 11,1           | 3,8          | 49,8      |
| Англія    | 372,2                 | 0,0     | 0,2   | 27,4 | 17,7           | 2,0          | 52,7      |
| Італія    | 269,9                 | 11,3    | 31,8  | 37,5 | 0,0            | 16,4         | 3,0       |
| Іспанія   | 221,7                 | 1,6     | 0,1   | 28,0 | 20,5           | 12,8         | 37        |
| Україна   | 120,2                 | 21,0    | 0,1   | 9,8  | 56,0           | 8,0          | 5,1       |
| Швеція    | 145,9                 | 0,0     | 0,0   | 0,0  | 26,7           | 42,3         | 31        |
| Норвегія  | 142,4                 | 0,0     | -     | 0,0  | 0,0            | 80           | 20        |
| Данія     | 36,2                  | 3,0     | 0,1   | 2,2  | -              | 0,1          | 94,6      |

Споживання енергії в світі особливо швидко зростало в 2010—2015роках. У цей період енергетика розвивалася випереджувальними темпами, енергомісткість виробництва (тобто витрати палива та електроенергії на одиницю продукції) на перших етапах НТР була високою. На межі 1980-1990-х років темпи приросту енергоспоживання знизилися — світ ступив на шлях впровадження енергоощадних технологій, тобто технологій, які забезпечують зниження енерговитрат.
Протягом XX ст. істотно змінилася структура паливно-енергетичного балансу світового господарства. Якщо в першій половині XX ст. в енергетичній структурі світового господарства переважало вугілля і мали важливе значення дрова, то в останні десятиліття провідну роль відіграють нафта і газ. Кілька десятиліть на їх частку припадали 3/5 обсягу енергоспоживання. Вважалося, що на початку XXI ст. їх частка знизиться, водночас збереже значення споживання вугілля і дещо збільшаться ролі ядерної енергетики і нетрадиційних (альтернативних) джерел енергії. 
Натомість події розвивалися по інакшому. Після аварії на Першій Фукусімській АЕС, одна з найрозвиненіших країн світу Німеччина, цілком відмовилася від розвитку атомної енергетики та зосередилася на відновлюваних джерелах енергії.
Водночас, крім Китайської Народної Республіки, з 2018 року у світі було виведено з експлуатації більше старих потужностей на вугіллі, ніж побудовано нових. У Європі до 2020 року повинні були зупинити вугільні електростанції загальною потужністю 8300 МВт.
Повномасштабна війна, розв’язана у лютому 2022 року Російською Федерацією (головним постачальником природного газу для ЄС) проти України, зламала плани Європейського Союзу із пришвидшеного "озеленення" енергетики й економіки. Щоби негайно зменшити залежність від російського блакитного палива, там змушені були 2022 року повернутися до використання набагато бруднішого стосовно довкілля, вугілля. Адже інакше, існував ризик не пройти як слід наступний опалювальний сезон.

### Паливна промисловість
Основні постачальники енергоносіїв розташовані в Азії (країни Перської затоки, а також Китай); в Північній Америці (США і Канада); в Південній Америці — Венесуела, Еквадор, а також Індонезія, Лівія, Алжир, Нігерія, Габон.
Найбільші потоки нафти ідуть з Близького Сходу до Японії та США: з Країн Латинської Америки — в США, з Південно-східної Азії — в Японію; з Африки — до Європи.
Значення природного газу в енергобалансі світу різко зросло в другій половині XX ст. (2,2 трлн м³). Найбільший видобуток мали країни СНД (36 % світового), зокрема РФ і Туркменістан; США (1/4 видобутку), а також Нідерланди, Велика Британія, Норвегія в Європі; Канада в Америці; Індонезія та країни Перської затоки в Азії, Алжир в Африці.
Вугільна промисловість — найстаріша серед паливних галузей. Вона ґрунтується на величезних запасах вугілля, що є в світі та покриває майже 1/3 потреб людства в енергоносіях. 1994 року було видобуто 3,5 млрд тонн вугілля в перерахунку на кам'яне. За останні десятиліття різко змінилася географія видобутку. Понад 1/3 вугілля світу дає Китай, 1/4 — США, близько 1/6 — країни СНД, де основні потужності мають Російська Федерація та Казахстан. Понад 250 млн тонн вугілля видобуває Індія, а Австралія, ПАР та Польща мають показники, близькі до цього. В Україні 2021 року, було видобуто 29 млн 387,6 тис. тонн вугілля, зокрема, видобуток енергетичного вугілля склав 22 млн 153,4 тис. тонн, коксівного – 7 млн 234,2 тис. тонн (без урахування тимчасово окупованих 2014 року Російською Федерацією частин Донбасу).
Торгівля вугіллям порівняно невелика, вивозять в значних розмірах його тільки США, Австралія, ПАР, Польща, РФ, Казахстан та Канада.

### Електроенергетика
Рівень розвитку електроенергетики — один з найважливіших показників науково-технічного прогресу. Обсяги виробництва електроенергії та її виробництво на душу населення опосередковано визначають економічний потенціал та промисловий рівень розвитку тієї чи іншої країни.
1994 року, світове виробництво електроенергії перевищило 12 млрд кВт•год, 2/3 її вироблялося на теплових (ТЕС), 1/6 — гідравлічних, 1/6 — на атомних електростанціях. Теплові станції використовують як паливо переважно вугілля та мазут, оскільки нафта та газ більш цінні енергоносії. Будівництво ТЕС порівняно дешеве, але несприятливим є екологічний вплив — забруднення атмосфери та теплове забруднення. Гідроелектростанції, навпаки, дорогі в будівництві, але дають дешеву енергію, їх будівництво залежить від запасів гідроресурсів, які зосереджені в гірських районах Азії та азійської частини СНД, Північної та Південної Америки, екваторіальної Африки.
Роль атомних електростанцій безперервно зростала до аварії на Фукусімській АЕС 2011 року. Станом на 1995 рік у світі вже працювало 428 реакторів загальною потужністю 358 млн кВт, 108 реакторів (30 % потужностей) було в США, 55 (17 % потужностей) — у Франції, 49 (10 % потужностей) — в Японії, більш як по 10 реакторів мали ФРН, Канада, Велика Британія, Росія, Україна, Швеція та Республіка Корея (кожна з країн 4-6 % світових потужностей АЕС). В окремих країнах частка електроенергії, що виробляється на атомних станціях, винятково велика. Так, у Франції АЕС виробляють 3/4 електроенергії країни, в Бельгії та Литві — 3/5, в Україні станом на 2019 рік АЕС виробляли понад 50% електрики, Швеції, Угорщині, Словаччині і Республіці Корея — понад 1/3. Видобуток урану для атомної енергетики світу зосереджений у невеликій групі країн: Канаді, ПАР, Австралії, Нігері, Франції, ФРН, Україні, Казахстані, Узбекистані.

## Енергетика України
Україна належить до держав недостатньо забезпечених власними енергоресурсами. За цим показником вона відстає від країн Західної Європи, в тому числі й таких, як Німеччина і Франція. Окремими видами палива, Україна забезпечена лише на 20-30 % і тільки вугіллям — на 100 %. Водночас вона має найбільш енергомістку економіку. Енергомісткість національного доходу України у 4-6 разів вища, ніж США, Японії та країн Західної Європи. Споживання умовного палива на душу населення у нас становить приблизно 6,5 т, тоді як у перелічених країнах тільки 4,2 -–5,5 т. Основними видами енергоресурсів в Україні є кам'яне вугілля, нафта, газ, атомна і водна енергія.
Протягом останніх, 2000-х років Україна зазнавала важкої енергетичної кризи, викликаної пришвидшенням розвитку енергомістких галузей господарського комплексу, дешевим і марнотратним використанням енергоносіїв, відсталими технологіями, виснаженням і деградацією розвідних покладів вугілля, нафти і газу, через що їх видобуток постійно зменшувався.
Після збройної агресії Російської Федерації проти України здійсненої 2014 року та окупації приблизно третини Донбасу та Криму, держава тимчасово втратила контроль над видобутком частини енергетичного вугілля Донецького басейну, та природного газу на шельфі Чорного моря.
Водночас станом на 2021 рік, Україна значно просунулася щодо впровадження поновлюваної енергетики і досягла середнього світового рівня 7,3% від загальної кількості виробленої електроенергії, натомість цей показник істотно поступається середньоєвропейському рівню.

#### Російська навала у лютому 2022 року
Через розв'язану Російською Федерацією війну проти України та навмисні ракетні обстріли російськими військами енергетичного устаткування України (вугільних електростанцій, ТЕЦ, гідроелектростанцій, трансформаторних підстанцій, ЛЕП) на початку жовтня 2022 року, в українській енергетичній системі сталися збої в електропостачанні. Повторні ракетні обстріли РФ цивільної енергетичної інфраструктури, призвели до аварійних вимкнень електроенергії майже по всій країні. Вже на початку листопада, на заході України почали застосовувати графіки віялових вимкнень електроенергії, але згодом українським енергетикам вдалося полагодити велику частину обладнання. Подальші ворожі ракетні обстріли 23 листопада — по Україні було випущено приблизно 90 крилатих ракет (72 збито українською ППО) і нестаток запасного електрообладнання (навіть у світі — особливо силових трансформаторів великої потужності), спричинили ще значніше погіршення становища в енергосистемі і вже непланових вимкнень напруги по всій країні. Через загальну нестачу електроенергії у мережі обсягом майже в 30% (зокрема й пов'язану із зимовим похолоданням), 29 листопада у «ДТЕК Мережі» що працює у Києві та області, Одесі, на Дніпропетровщині та Донеччині, підтвердили можливе вмикання електроенергії споживачам, всього по 5-6 годин на добу.
Водночас, енергетична скрута підштовхує українську промисловість до виготовлення унікальних для України енергетичних об'єктів, таких як наприклад пересувна потужна котельня вітчизняного виробництва, яку доправили в Миколаїв на День Святого Миколая або сучасніші газотурбінні електростанції.